# Бхогал, Кулдип Сингх
Кулдип Сингх Бхогал (англ. Kuldip Singh Bhogal, 4 марта 1950, Мбале, протекторат Уганда) — угандийский хоккеист (хоккей на траве), полузащитник, нападающий.

## Биография
Кулдип Сингх Бхогал родился 4 марта 1950 года в угандийском городе Мбале.
Учился в средней школе в Мбале.
Играл в хоккей на траве за «Симба Юнион» из Кампалы.
4 августа 1968 года дебютировал в сборной Уганды в матче с Танзанией в Кампале.
В 1972 году вошёл в состав сборной Уганды по хоккею на траве на Олимпийских играх в Мюнхене, занявшей 15-е место. Играл на позиции полузащитника, провёл 8 матчей, забил 4 мяча (по одному в ворота сборных Франции, ФРГ, Испании и Мексики).
После Олимпиады за сборную не выступал.

## Семья
Старший брат Кулдипа Сингха Бхогала Аджит Сингх Бхогал (род. 1942) также выступал за сборную Уганды по хоккею на траве, в 1972 году играл на летних Олимпийских играх в Мюнхене.